# Rayden

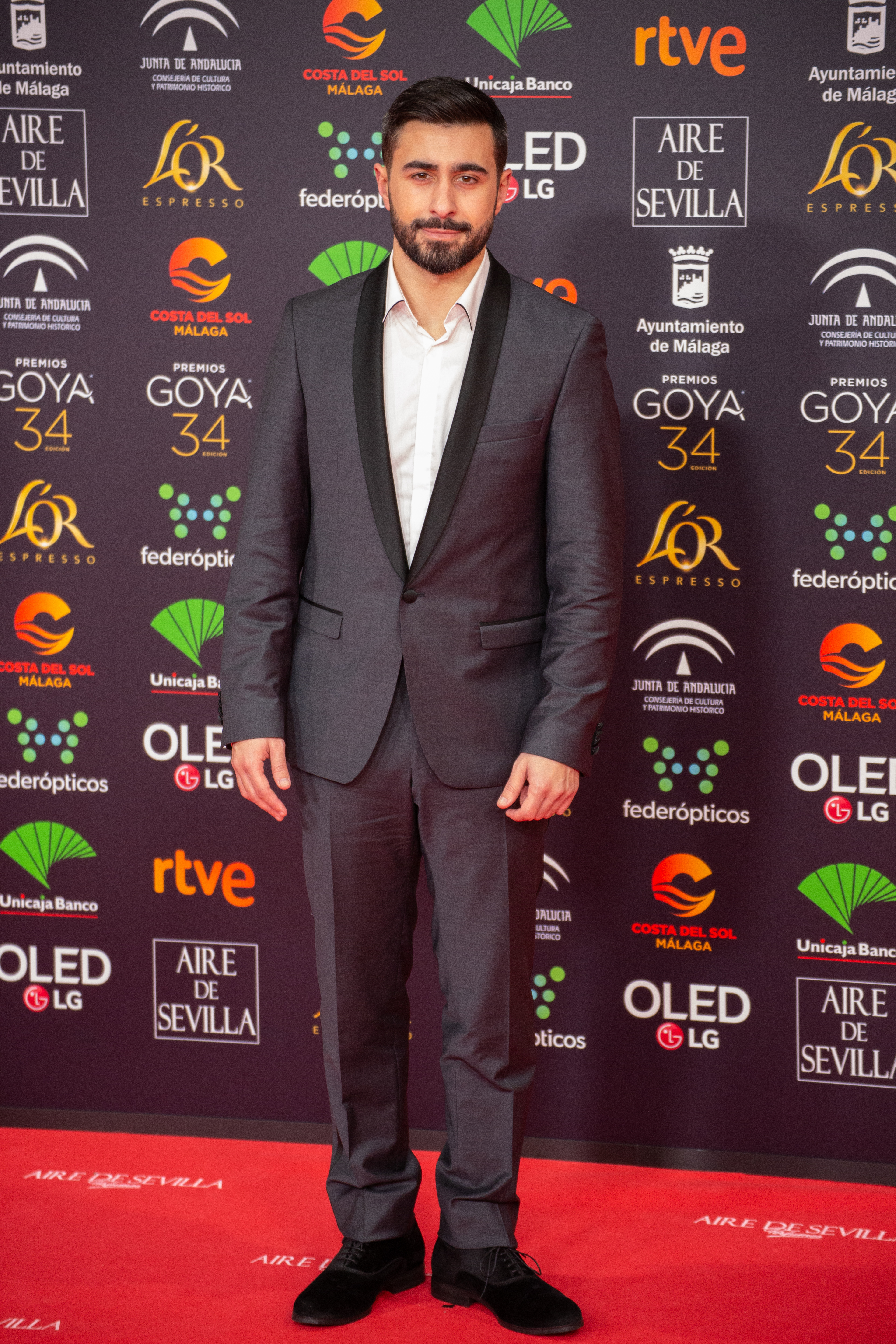
Rayden (2020)

Rayden (* 30. Juli 1985; bürgerlich David Martínez Álvarez) ist ein spanischer Rapper.

## Karriere
Rayden war Mitglied der Rap-Gruppen A3Bandas und Crew Cuervos.
Im Jahr 2006 gewann Rayden den Freestyle-Rap-Wettbewerb Red Bull Batalla de los Gallos. Im Jahr 2009 nahm er erneut teil und schied im Halbfinale aus.
Rayden veröffentlichte sein erstes Studioalbum Estaba escrito im Jahr 2010. Sein zweites Album Mosaico erschien im Jahr 2012 und das dritte Album En alma y hueso im Jahr 2014.
Sein viertes Studioalbum Antónimo aus dem Jahr 2017 war der Beginn einer Trilogie, die mit Sinónimo im Jahr 2019 und Homónimo im Jahr 2021 fortgeführt wurde.
Im November 2021 war Rayden Headliner eines Konzerts im WiZink Center in Madrid, das seinem zwanzigsten Jahrestag als Künstler gewidmet war.
Im Dezember 2021 wurde er mit dem Song Calle de la llorería als Teilnehmer für das Benidorm Fest 2022, eines Song-Festivals zur Bestimmung des spanischen Kandidaten für den Eurovision Song Contest 2022, ausgewählt. Er erreichte den vierten Platz.
Im März 2023 gab Rayden seine Absicht bekannt, seine Musikkarriere zu beenden und sich auf das Schreiben zu konzentrieren. Im April 2023 veröffentlichte er das Album La victoria imposible als sein letztes.
Im Juli 2023 wurde bekanntgegeben, dass Rayden beim Benidorm Fest 2024 eine Rolle als musikalischer Berater innehaben würde.

## Diskografie

### Alben
| Jahr | Titel Musiklabel                   | Höchstplatzierung, Gesamtwochen, AuszeichnungChartsChartplatzierungen (Jahr, Titel, Musiklabel, Platzierungen, Wochen, Auszeichnungen, Anmerkungen) | Anmerkungen                            |
| Jahr | Titel Musiklabel                   | ES | Anmerkungen                            |
| ---- | ---------------------------------- | --- | -------------------------------------- |
| 2010 | Estaba escrito BOA Music           | ES66 (1 Wo.)ES | Erstveröffentlichung: 6. April 2010    |
| 2012 | Mosaico BOA Music                  | ES11 (5 Wo.)ES | Erstveröffentlichung: 6. November 2012 |
| 2014 | En alma y hueso BOA Music          | ES7 (10 Wo.)ES | Erstveröffentlichung: 4. November 2014 |
| 2017 | Antónimo Warner Music              | ES1 (8 Wo.)ES | Erstveröffentlichung: 24. Februar 2017 |
| 2019 | Sinónimo Warner Music              | ES18 (13 Wo.)ES | Erstveröffentlichung: 18. Januar 2019  |
| 2021 | Homónimo Warner Music              | ES4 (5 Wo.)ES | Erstveröffentlichung: 19. März 2021    |
| 2023 | La victoria imposible Warner Music | ES5 (3 Wo.)ES | Erstveröffentlichung: 21. April 2023   |

### Singles
| Jahr | Titel Album                                | Höchstplatzierung, Gesamtwochen, AuszeichnungChartsChartplatzierungen (Jahr, Titel, Album, Platzierungen, Wochen, Auszeichnungen, Anmerkungen) | Anmerkungen                                                     |
| Jahr | Titel Album                                | ES | Anmerkungen                                                     |
| ---- | ------------------------------------------ | --- | --------------------------------------------------------------- |
| 2021 | Calle de la llorería La victoria imposible | ES59 (1 Wo.)ES | Erstveröffentlichung: 20. Dezember 2021                         |
| 2022 | Averno Diluvio                             | ES81 (1 Wo.)ES | Erstveröffentlichung: 28. Januar 2022 Tanxugueiras feat. Rayden |

Weitere Singles
- 2018: Haz de luz (ES: Gold)[11]